# درع (بذلة)

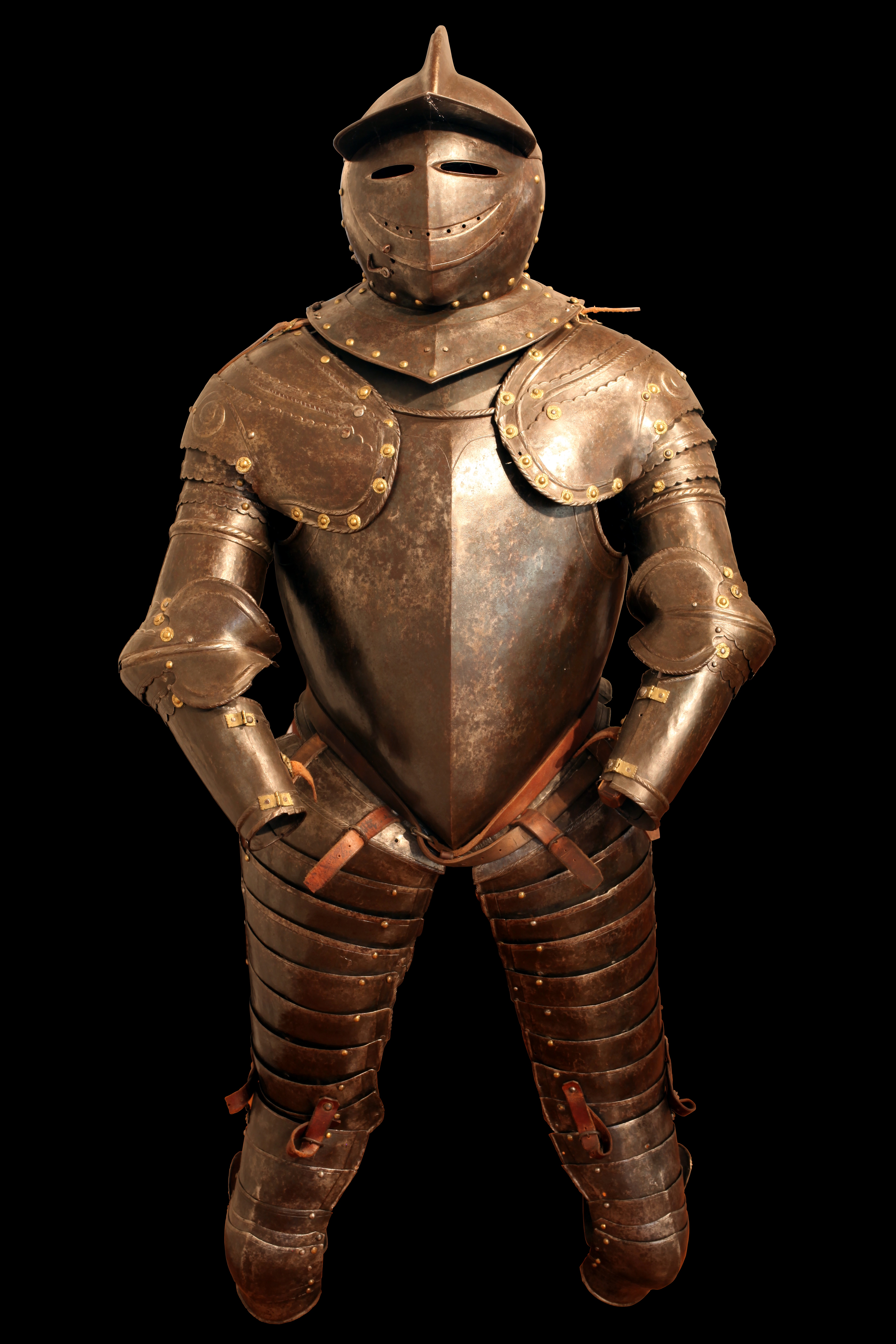
درع

الدرع هو لباس واقي يرتدى من قبل المقاتلين للوقاية من الأسلحة في المعارك والاشتباكات العسكرية وقد عرفت الدروع منذ عصور ما قبل الميلاد حيث استخدمها العديد من الحضارات القديمة، تاريخيا صنعت الدروع من مجموعة من المواد القوية مثل الجلود، البرونز،الحديد، الفولاذ وتطورت الدروع إلى أنواع عديدة من دروع الزرد والجواشن، وهنالك نوع آخر من الدروع يصنع هيكله من طبقة سميكة من الخشب محاطة بإطار فولاذي ومقبض فولاذي يمتاز بانه خفيف الوزن نسبيا وكان يستخدم من قبل الرومان في القرون الوسطى، أما حاليا فتصنع البذلات الواقية للجنود من نسيج الكفلار المدعوم بطبقات من السيراميك.
في العصر الحالي تستخدم الدروع كلباس عسكري للقوات النظامية بهدف الحماية من الرصاص أو من شظايا الانفجارات وهي تتنوع بحسب الغرض منها، مثل دروع الصدر لقوات الجيش والدروع المخصصة لقوات مكافحة الشغب.

## التاريخ

### التاريخ القديم
كان الناس البدائيون يلبسون طبقات من جلود الحيوانات لتخفيض أثر ضربات الهراوات والفؤوس. كان الأشوريون وشعوب الحضارات القديمة الأخرى يحملون تروسًا ويلبسون خوذات ودروعًا للجسم مصنوعة في الغالب من الجلد المقوى بالبرونز. وكان الإغريق وبعدهم الرومان يلبسون خوذات، ولأمات (درع قصير يغطي الصدر والظهر) ودروع للساق، وكانوا يحملون تروسًا ضخمة. كانت دروع الإغريق والرومان مصنوعة في الغالب من البرونز أو الفولاذ.

### في العصور الوسطى

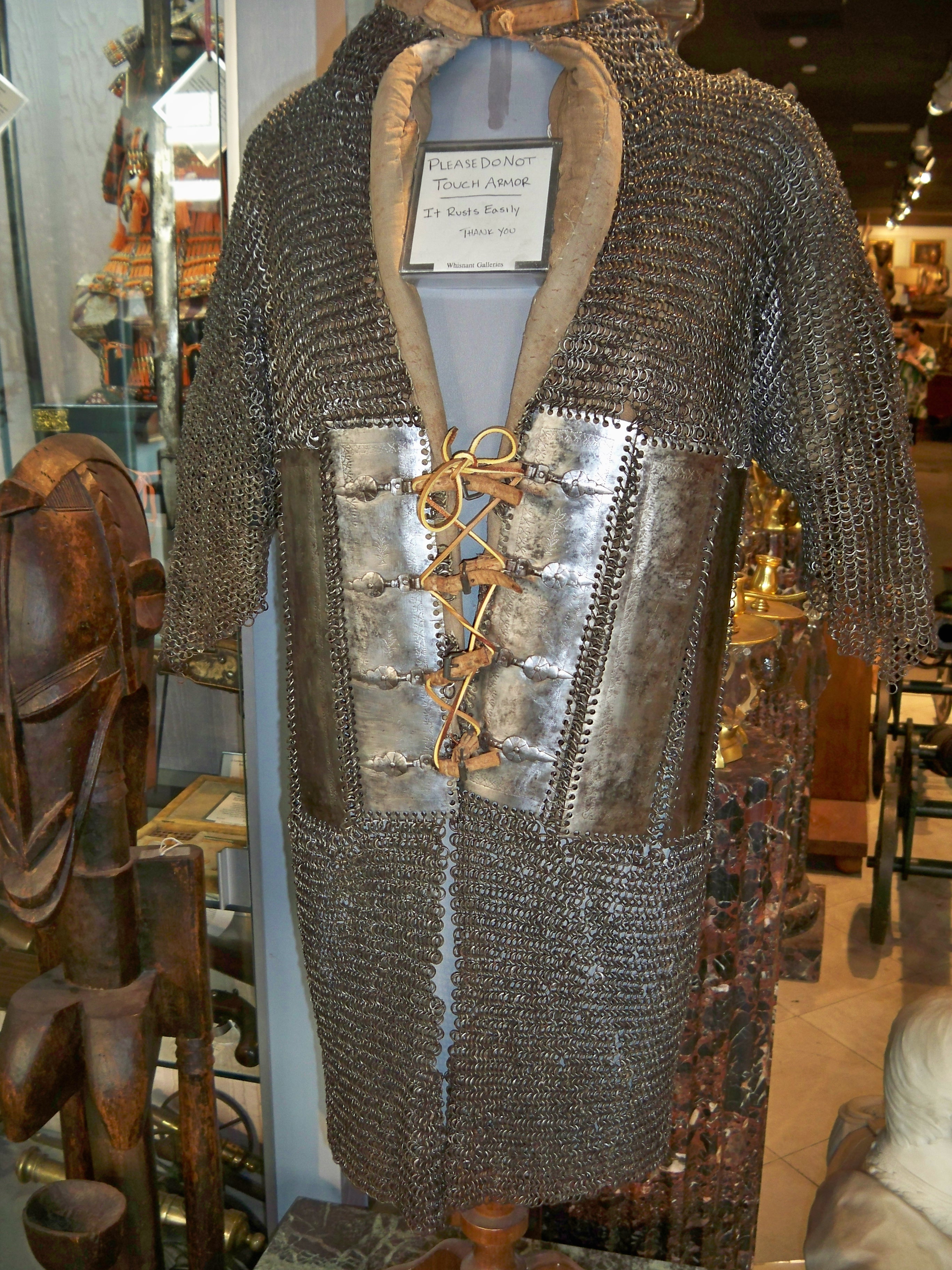
زرد

بلغ استخدام الدروع قمته خلال القرن الثالث عشر الميلادي؛ فظهرت دروع الزَّرد (وهو حلقات صغيرة من المعدن مربوطة بعضها ببعض) وكان يُستخدم كشكل أساسي للحماية وكانت البذلات المصنوعة من درع الزَّرد تغطي جسم الفارس من الرأس إلى القدم. كان الصليبيون والفرسان يلبسون الخوذات المعدنية التي تغطي الوجه. وبحلول القرن الرابع عشر، أصبح الجنود المشاة يقاتلون بأسلحة مثل قوس البُندق والقوس و النشاب ودبابيس الحرب والفؤوس. قد تخترق السهام التي تُطلق من قوس البُندق أو قوس النشّاب درع الزرد، وقد تحطمه ضربات الفأس أو الدبوس. نتج عن ذلك، أن صنّاع الدروع بدأوا ينتجون الدرع المصفّح المكوّن من قطع ضخمة من الصلب. وبحلول القرن الخامس عشر الميلادي كانت بذلات الدرع المصفح تُصمم لتغطي الجسم بكامله وكانت الخوذات والقفازات والأحذية ـ كلها من الصلب ـ تكمّل الزي. كانت الخيل أيضًا تغطى بالدروع؛ فالدرع المصفح كان في غاية الفعالية، ولكنه كان شديد الثقل وساخنًا. كما كانت بذلة الدروع باهظة، وتكلف ما يعادل ثمن مزرعة صغيرة.
كان صناع الدروع حرفيين على درجة عالية من المهارة وظيفتهم حفظ الحياة وخصوصًا حياة القادة. بعد أن أصبح الدرع دفاعًا مأمونًا، أصبح صنّاع الدروع يركزون على تزيين الدروع لمباريات الفروسية والمواكب الاستعراضية. كان الدرع القوطي المُنتج في شمال إيطاليا وجنوبي ألمانيا قد أصبح معروفًا على وجه الخصوص لرشاقته وأناقته. وقد حُزِّز درع ماكسيليان الألماني الذي عُرف في القرن السادس عشر ليعطي مزيدًا من القوة ولمعانًا للسطح.
غيرت البنادق من طرق الحرب، ومن ثم من الحماية المطلوبة؛ فالدرع الذي يصنع ليكون أكثر سمكًا حتى يكون واقيًا من الرصاص، أصبح أثقل من أن يمكن ارتداؤه. وبحلول القرن السابع عشر، لم يبق سوى استخدام الخوذات وصفائح الصدر.
كان الفارس الإيطالي في القرن السادس عشر يرتدي بذلة معقدة من الدروع مصنوعة من صفائح الصلب المدهون. كانت هناك قطع معدنية ذات مفاصل يُطلق عليها اسم الكوب تحمي كوعي الفارس وركبتيه دون أن تعوق حركته أثناء المعركة.

### في العصر الحديث

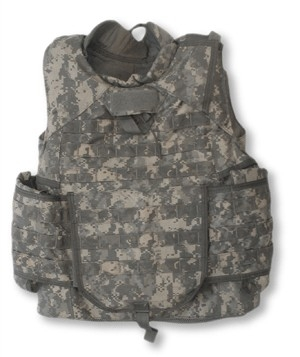
درع واقي ضد الرصاص

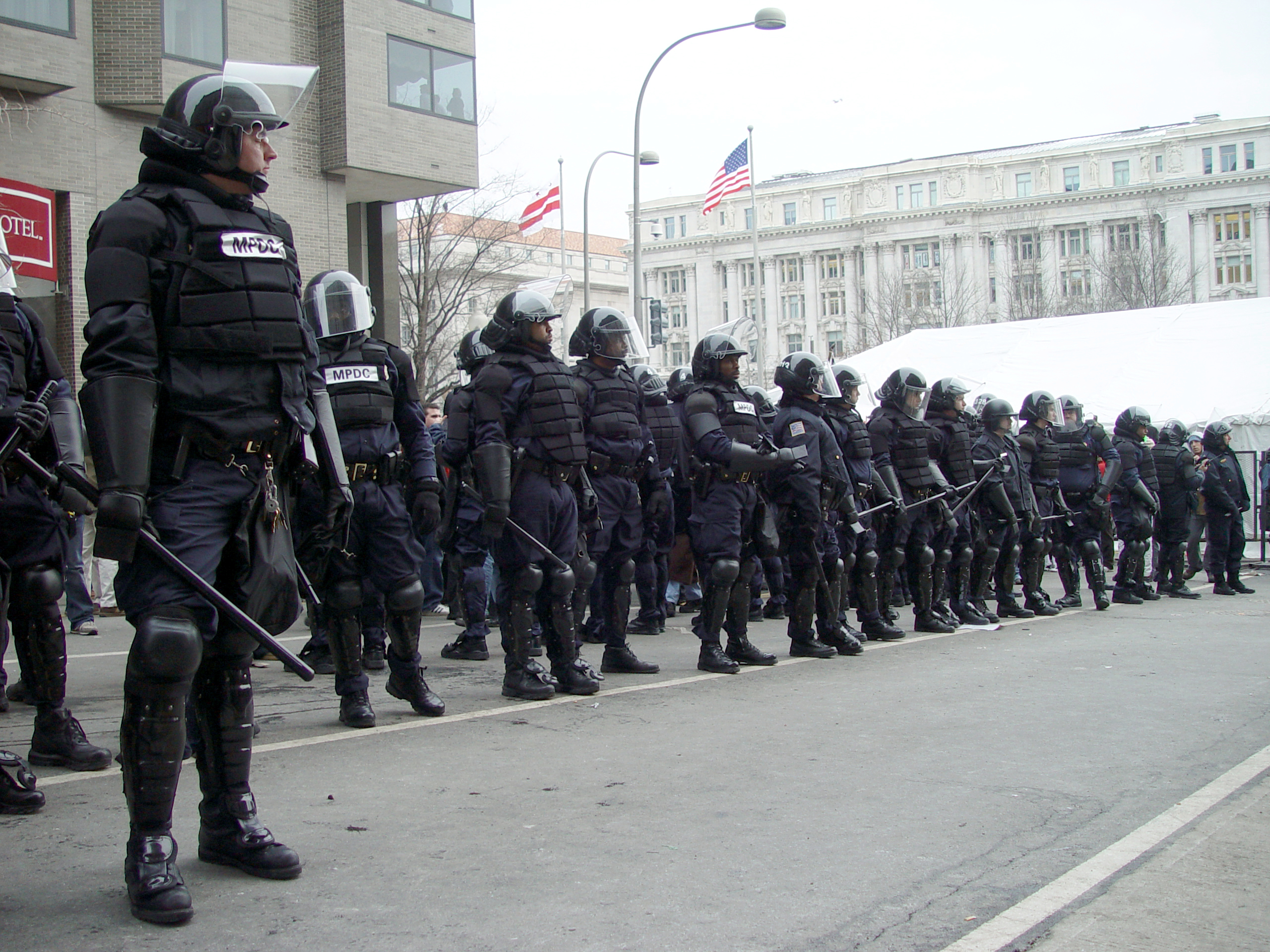
دروع الخاصة بقوات مكافحة الشغب

بحلول القرن العشرين أصبح الدرع الوحيد الذي يرتديه الجنود هو الخوذة. بدأ المهندسون في العمل على حماية المجموعات المحاربة بتحصين القطارات والسفن وغيرها من الناقلات بالدروع. وأثناء الحرب العالمية الأولى (1914 - 1918م)، طوّر البريطانيون الدبابة. التي أصبحت واحدة من أهم الأسلحة في الحرب العالمية الثانية (1939 - 1945م) والصراعات المتأخرة أثناء الحرب الكورية (1950 - 1953م) وحرب فيتنام (1957 - 1975). كان الجنود يرتدون درعًا واقيًا للجسم من الرصاص مصنوعًا من مادة خفيفة قوية ومركّبة صناعيًا. أما في الوقت الحاضر، فقد أصبح الدرع، إلى جانب استخداماته في الحرب، يرتديه بعض الناس في وظائفهم. على سبيل المثال، يرتدي رجال الشرطة ـ أحيانًا ـ صِديريّات واقية من الرصاص وخوذات ويحملون تروسًا في حوادث الشغب.